# Cap Runaway

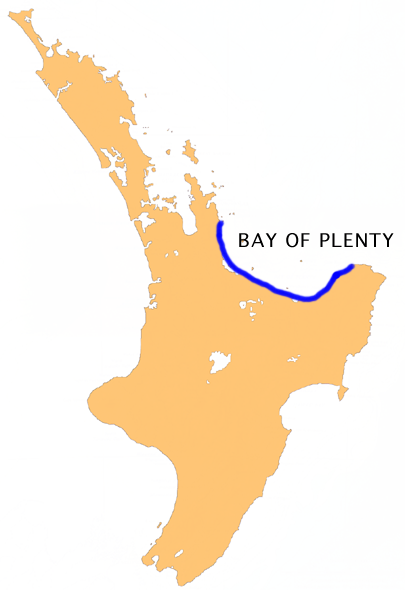
Carte de localisation de la baie de l'Abondance

Le cap Runaway (Cape Runaway) est l'extrémité Est de la Bay of Plenty (baie de l'Abondance au nord de l'île du Nord en Nouvelle-Zélande. Elle est située à 90 kilomètres au nord-est de Whakatane et à 50 kilomètres à l'ouest du Cap Est.
Le nom de  Cape Runaway fut  accordé par un marin anglais James Cook pendant son premier voyage d'exploration en  1769. Il fut ainsi nommé à la suite de l'approche du navire de Cook : l'Endeavour par un canoë māori hostile, qui décampa après le tir d'un seul coup de canon.   